# Galactia boavista
Galactia boavista là một loài thực vật có hoa trong họ Đậu. Loài này được (Vell.) Burkart miêu tả khoa học đầu tiên.